# Zborul 812 al Air India Express
Pe data de 22 mai 2010, un avion tip Boeing 737, aparținând companiei aeriene indiene Air India Express, cu 166 de persoane la bord (160 de pasageri și 6 membri ai echipajului), care plecase din Dubai, Emiratele Arabe Unite, s-a prăbușit la aterziare pe Aeroportul Internațional din Mangalore, Karnataka, India. 159 de persoane și-au pierdut viața, arzând de vii. Au existat un număr de 8 supravietuițori.